# イオン新浦安ショッピングセンター

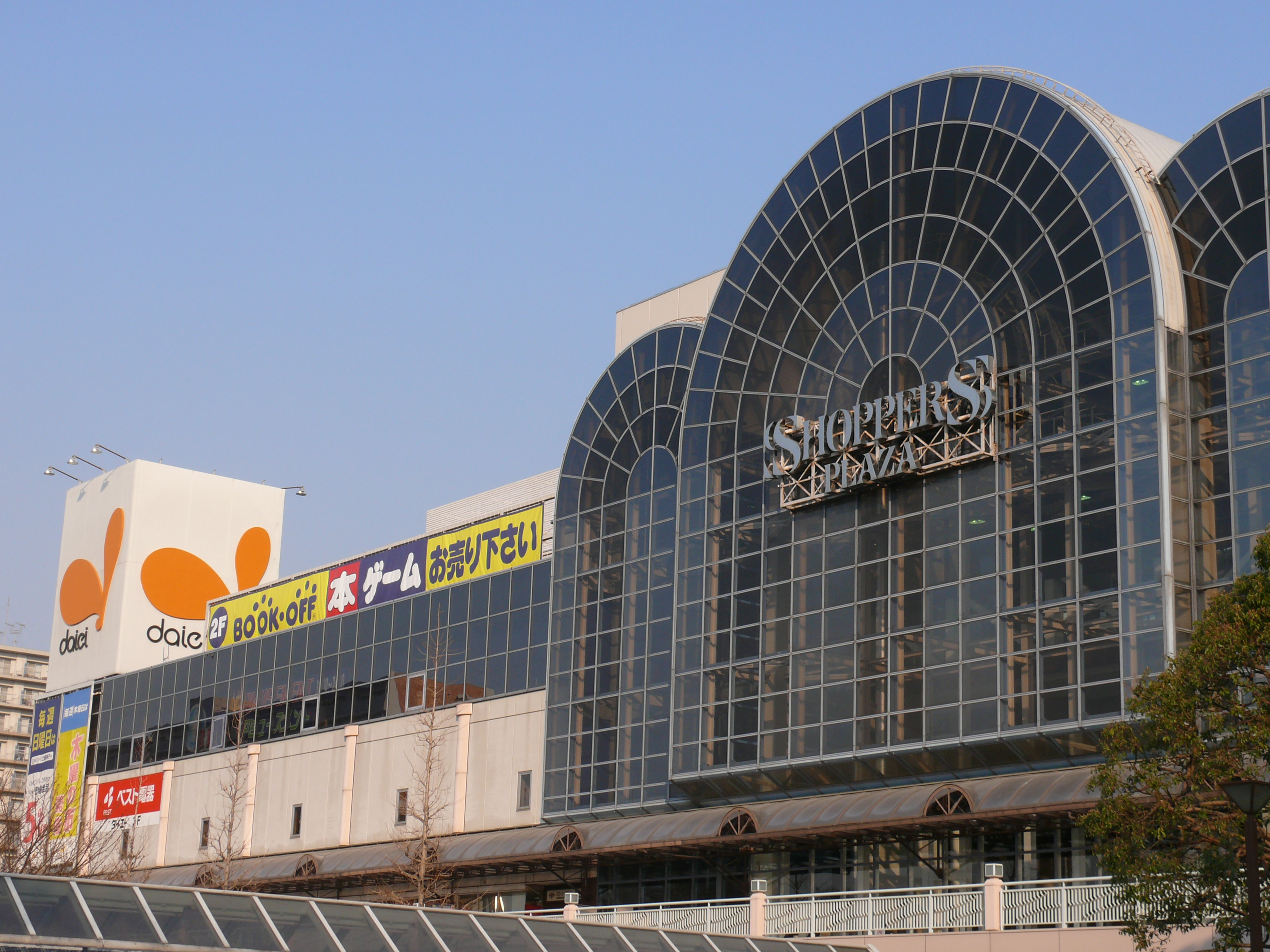
ショッパーズプラザ新浦安時代の外観

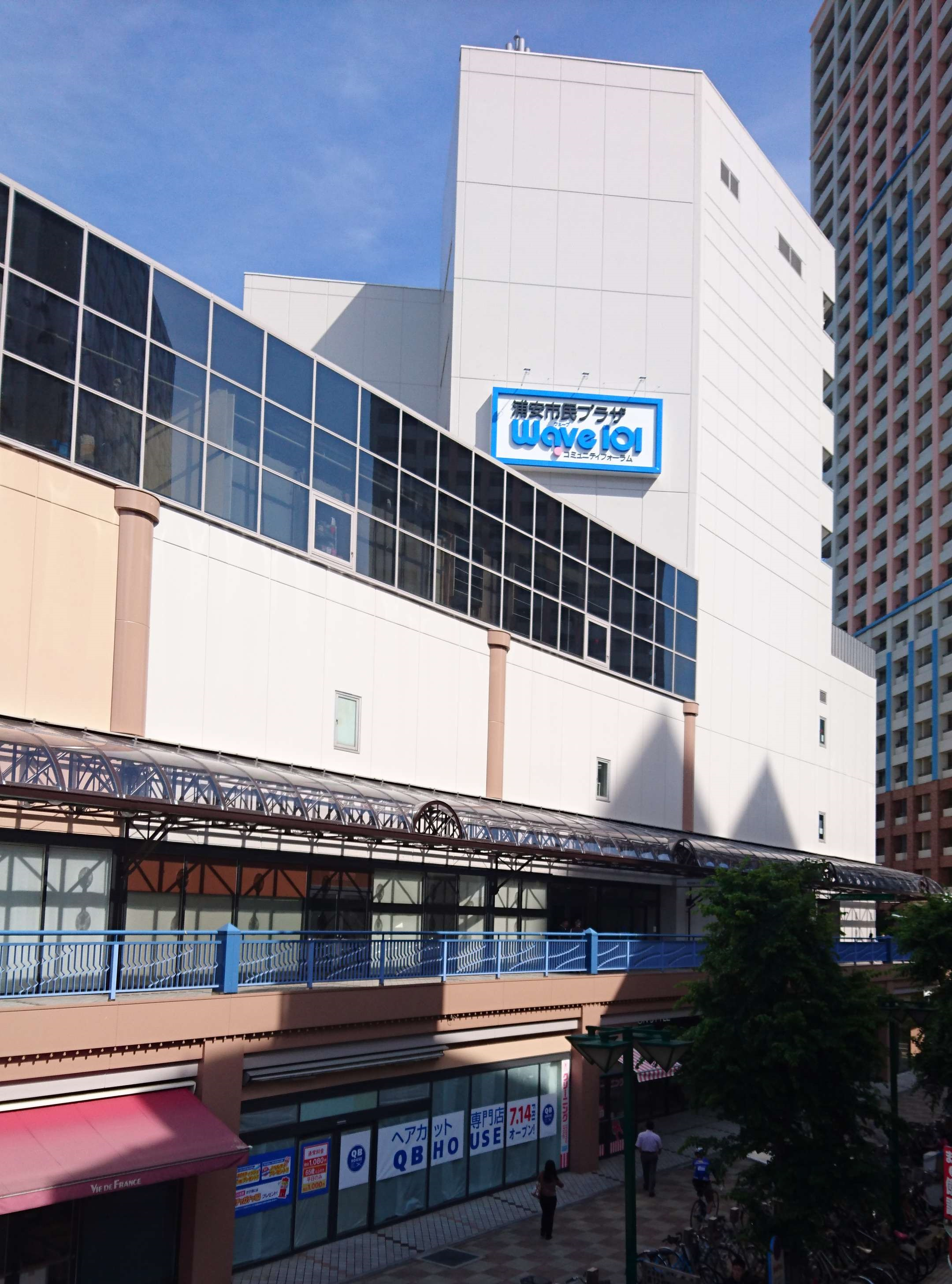
イオン新浦安ショッピングセンター　西棟外観

イオン新浦安ショッピングセンター（イオンしんうらやすショッピングセンター）は、千葉県浦安市入船一丁目にあるイオンリテール株式会社が運営する大型ショッピングセンターである。前身はショッパーズプラザ新浦安であり、旧:ダイエー運営時代の店番号は0409。
開業当初のキャッチコピーは『新「生活便利館」誕生。』

## 概要
新浦安駅前に位置し、ペデストリアンデッキで新浦安駅南口やMONA新浦安と繋がっている。開業時の名称は「ショッパーズプラザ新浦安」であり、生活便利館と銘打って「ショッパーズプラザ」の名称を使用した最初のショッピングモールである。「スーパーコンビニエンスシティ」をコンセプトにしていた。計画当初の仮名称は「USE」（浦安ショッパーズエンパイアビル）。開業当初は240の専門店を有した。かつてはディスコも存在したが現在は閉店している。
当店が存在する以前はオリエンタルランドが保有する空き地であった。日本国有鉄道が京葉線を開通させるのに伴い駅が設置されることとなった新浦安駅前は再開発する機運が高まった。
1983年に長谷川工務店（後に長谷工コーポレーション）が初めて大規模開発事業を担当する事になり、「浦安AMCプロジェクト」を立ち上げた。その時、ダイエーが出店に名乗りを挙げ参画し、他の10のデベロッパーと共にオリエンタルランドの駅前周辺の保有地（14ha）を買収することとなった。
その内、駅前の南口の7haにダイエー含む16階建ての総合ビルを建設を計画していた。当初は、ダイエーは地元商店と共存した商業施設として出店を計画していたが、長谷川工務店と共に協議を行っていた浦安市が「駅の表と裏を作らない」よう注文を付け、北口にも配慮する事やダイエー側が北口にも出店するよう要請した。ダイエーはこの要求は到底を呑めるものではないと困難の姿勢を示していたが、この計画が10年越しの計画であった事を考慮し、北口にも出店する事を決意した。
その後、試行錯誤の計画の変更により地上8階・地下2階の大型商業施設のみ分離して建設されることとなった。
1988年には公に構想が公表され、新浦安オリエンタルホテルと共に建設された。施工は株式会社ウラタが担当した。
かつては月に1回ほどbayfmのDJショーや、公開録音も行ったこともある。
都心から近い事もあってダイエー碑文谷店（現・イオンスタイル碑文谷）と並んでマスコミへの露出が比較的多い。

## 沿革
- 1984年4月21日 - 浦安AMCプロジェクトの起工式が行われる[7]。
- 1986年12月 -  大店立地法3条の届出を完了。
- 1990年6月28日 - ショッパーズプラザ新浦安及びダイエー新浦安店が開業。
- 1990年7月 - 浦安市民プラザWave101オープン。「献血ルームうらやす」開所。
- 2006年4月20日 - 改装工事を施しオープン。
- 2011年7月28日 - 改装工事を施しオープン。ペット用品・衣料品の充実化を図る。食品は惣菜等の中食関係を強化。
- 2016年
  - 3月1日 - イオンリテールに同店の営業権が承継[8]。そのまま営業継続。
  - 3月14日 - ダイエー新浦安店の営業を終了。
  - 3月17日 - イオン新浦安店が開業。施設名称としてショッパーズプラザ新浦安とイオン新浦安店の2つを使用。
- 2017年5月19日 - 食品売り場に改装工事を施しイオンスタイルとしてリニューアルオープン[9]。
- 2020年4月 ‐ 大幅なリニューアルを実施。これに伴い、商業施設名がイオン新浦安ショッピングセンターとされ、イオンスタイル新浦安はその核店舗の扱いとなった。

## フロア構成
| 階      | 本館                                               | 西棟                                              |
| ------- | -------------------------------------------------- | ------------------------------------------------- |
| 屋上    | フィットネスクラブ（フットサルコート等）           | なし                                              |
| 8階     | なし                                               | フォーラム58                                      |
| 7階     | なし                                               | フォーラム58                                      |
| 6階     | なし                                               | フォーラム58                                      |
| 5階     | そろばん教室                                       | フォーラム58                                      |
| 4階     | レストラン街・アミューズメント・フィットネスクラブ | 浦安市民プラザ Wave101                            |
| 3階     | 家庭用品・子供用品・専門店のフロア                 | 家庭用品・子供用品・専門店のフロア                |
| 2階     | 紳士婦人衣料・服飾雑貨・専門店のフロア             | 紳士婦人衣料・服飾雑貨・専門店のフロア            |
| 1階     | 食品とヘルス&ビューティケア・フードコートのフロア  | 食品とヘルス&ビューティケア・フードコートのフロア |
| 地下1階 | 駐車場                                             | 駐車場                                            |
| 地下2階 | 駐車場                                             | 駐車場                                            |

### 2019年以前
| 階      | 本館                                                                      | 西棟                                                                      |
| ------- | ------------------------------------------------------------------------- | ------------------------------------------------------------------------- |
| 屋上    | セントラルスポーツ（フットサルコート等）                                  | なし                                                                      |
| 8階     | なし                                                                      | フォーラム58                                                              |
| 7階     | なし                                                                      | フォーラム58                                                              |
| 6階     | なし                                                                      | フォーラム58                                                              |
| 5階     | 囲碁サロン                                                                | フォーラム58                                                              |
| 4階     | レストラン街・ゲームセンター・セントラルスポーツ                          | 浦安市民プラザ Wave101                                                    |
| 3階     | 服飾雑貨・ファッション・暮らしの品と専門店のフロア                        | 服飾雑貨・ファッション・暮らしの品と専門店のフロア                        |
| 2階     | 化粧品・専門店のフロア                                                    | 化粧品・専門店のフロア                                                    |
| 1階     | 食品とヘルス&ビューティケア・フードコートのフロア（イオンスタイル新浦安） | 食品とヘルス&ビューティケア・フードコートのフロア（イオンスタイル新浦安） |
| 地下1階 | 駐車場                                                                    | 駐車場                                                                    |
| 地下2階 | 駐車場                                                                    | 駐車場                                                                    |

## 主なテナント

### 1階
- ミスタードーナツ
- リンガーハット
- ケンタッキーフライドチキン
- 築地銀だこ
- サブウェイ
- いきなり!ステーキ

### 2階
- H&M
- COMME CA ISM
- WORKMAN Plus

### 3階
- 栄光ゼミナール
- 島村楽器 改装前は2階で営業
- 未来屋書店　旧・アシーネ
- メガネのアイワ 改装前は2階で営業
- ヤマダデンキ　改装後移転
- ダイソー
- スポーツオーソリティ
- auショップ 改装前は2階で営業
- ドコモショップ 改装前は2階で営業
- ソフトバンクショップ
- 日本旅行

### 4階
- 浦安市民プラザ Wave101
- セントラルウェルネスクラブ
- 築地はなの舞
- さくら水産
- GiGO

### 5階
- ヤマハ音楽教室
- ヤマハ英語教室

### 6階
- コスモ調剤薬局

### 7階
- 日本調剤
- 明光義塾

### 8階
- 市進学院

## かつて存在した主なテナント
- アヴア（レンタルビデオ）
- 31アイスクリーム
- ドムドムハンバーガー
- ウェンディーズ
- てつおじさんの店
- かっぱ寿司
- サイゼリヤ
- 炭火焼肉食道園
- タベルナ・フィオレンテ（イタリア料理店）
- セントラルステーション（ステーキ屋）
- ふくちゃんラーメン
- とんかつ和幸
- ポケットシネマ1・2（ビデオシアター、2006年3月31日閉館）
- わくわくランド（ゲームセンター）
- ハーゲンダッツ（2013年4月25日、日本最後の店舗として閉店）
- サンテオレ
- 東海東京証券（2014年8月25日、NBF新浦安タワーに移転)
- サワディー
- ブックオフ
- CoCo壱番屋（1997年11月14日開店、2019年6月30日閉店)
- 宝島